# グランド・ジャット島
グランド・ジャット島 （グランド・ジャットとう、フランス語: Île de la Grande Jatte（ジャット島とも（Île de la Jatte）））は、フランス・パリ近郊のオー＝ド＝セーヌ県のヌイイ＝シュル＝セーヌとルヴァロワ＝ペレにあるセーヌ川の島(中州)。ノートルダム大聖堂から直線距離で7km、エトワール凱旋門から3kmある。この島の幅は一番の広い地点でおよそ200m，長さはおよそ2kmある。島内は住宅街になっており約4,000人の住民が住んでおり、ジョルジュ・スーラの『グランド・ジャット島の日曜日の午後』で知られている。